# Lepidonectes clarkhubbsi
Lepidonectes clarkhubbsi és una espècie de peix de la família dels tripterígids i de l'ordre dels perciformes.

## Morfologia
- Els mascles poden assolir 6,5 cm de longitud total.[1][2]

## Alimentació
Menja algues i invertebrats petits.

## Hàbitat
És un peix marí, de clima tropical i demersal que viu entre 2-12 m de fondària.

## Distribució geogràfica
Es troba al Pacífic oriental central: Costa Rica i Panamà.

## Observacions
És inofensiu per als humans.